# Arachnodes ampasindavae
Arachnodes ampasindavae är en skalbaggsart som beskrevs av Renaud Maurice Adrien Paulian 1976. Arachnodes ampasindavae ingår i släktet Arachnodes och familjen bladhorningar. Inga underarter finns listade.